# メガラニカ

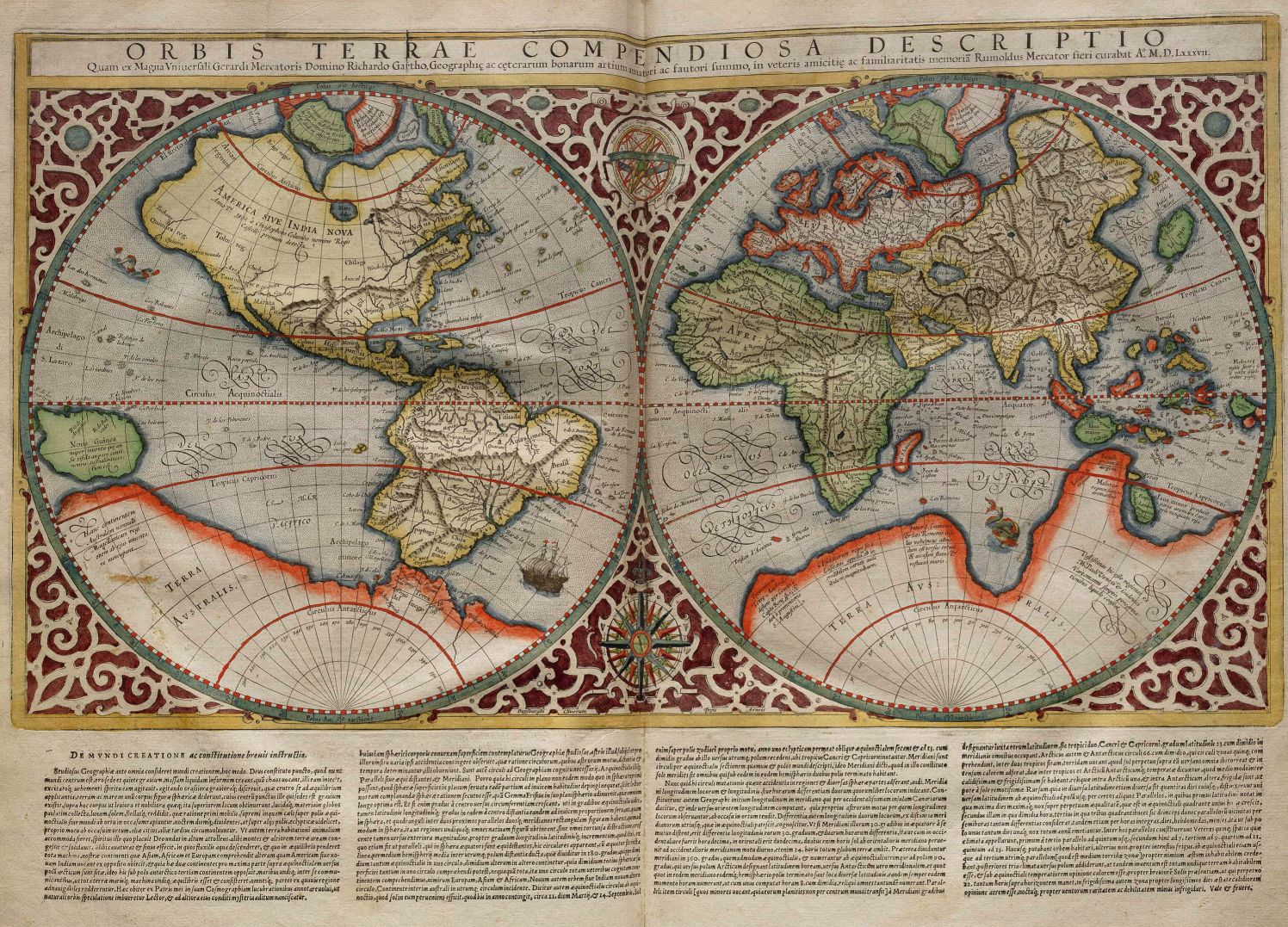
1587年にメルカトルが作成した世界地図。オレンジ色の陸地がテラ・アウストラリス。左端の緑色の島はニューギニア島。

メガラニカ、マガラニカ（Magallanica）は、かつて南極を中心として南半球の大部分を占めると推測された仮説上の大陸のことである。
テラ・アウストラリス（ラテン語 Terra Australis、南方大陸）ともいうが、この語はのちにオーストラリア大陸を指すようになり、現在でも雅語・文語的に使われることがある。未発見であることを強調し、テラ・アウストラリス・インコグニタ（Terra Australis Incognita、未知の南方大陸）ともいう。
「メガラニカ」は、南方大陸の一部と思われたフエゴ島を発見したフェルディナンド・マゼラン （Magallanes）にちなんだ、比較的新しい名である。形容詞として使って、テラ・マガラニカ（Terra Magallanica、メガラニカ大陸）ともいう。17世紀の中国で作られたマテオ・リッチの『坤輿万国全図』や、その影響を受けた『三才図会』の「山海輿地全図」、ジュリオ・アレーニの『万国全図』でこの名が使われていたため、日本では「テラ・アウストラリス」よりも広く知られた名前となった。漢字表記は墨瓦蠟泥加または墨瓦蠟尼加とされているが、1708年に日本で出版された「地球万国一覧之図」には黒瓦蠟尼加と書かれている。

## 歴史

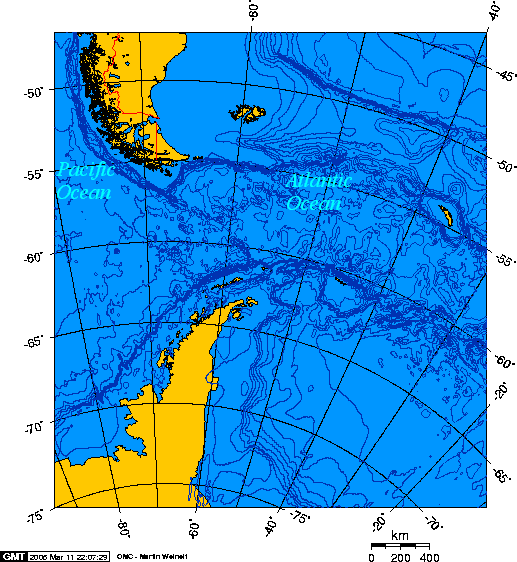
フエゴ島、ドレーク海峡、南極大陸。南米の南端にあるフエゴ島はかつてメガラニカの一部と考えられた。

### 古代ギリシア
古代ギリシアにおいては、既に知識人の間で地球球体説が唱えられていた。だが、当時知られていた大陸は全て北半球に偏っており、安定性が悪いように見えた。そのため、南半球にもそれと釣り合いが取れるだけの巨大な陸地が存在するという考えが生まれた。

### 大航海時代
テラ・アウストラリスは長く仮説にすぎなかったが、大航海時代に突入すると、その一部と思われる陸地が発見されるようになった。
1520年にフェルディナンド・マゼランの艦隊が水平線上に垣間見た陸地（現在のフエゴ島）は、南極まで続く未知の大陸の最北端だと思われた。フエゴ島と南アメリカ大陸の間のマゼラン海峡は大西洋と太平洋を結ぶ唯一の水路だとされ、当時の地図の多くにもそのように描写され南方大陸はメガラニカと名付けられた。しかし1578年にフランシス・ドレークがホーン岬とドレーク海峡を発見し、フエゴ島が島であることを明らかにした。
1526年に発見されたニューギニア島も、メガラニカの一部と考えられたことがある。
1606年にウィレム・ヤンツがニューオランダ（現在のオーストラリア大陸）西海岸を、1646年にアベル・タスマンがニュージーランドを発見すると、ついにメガラニカが発見されたと考えられた。この時代、メガラニカは想像上の大陸ではなく、新しく発見された実在の大陸とみなされていた。

### クック以降
しかし、ジェームズ・クックにより事態が変わった。クックは1768年 - 1771年のエンデバー号による第1次航海の道中の1769年、タスマンの発見以来白人が訪れていなかったニュージーランドを訪れた。そしてニュージーランドを船で一周し、これが島であることを証明した。さらに1770年、ニューオランダの東海岸を発見した。まだ全ての海岸線が発見されたわけではなかったが、ニューオランダがメガラニカの一部である可能性はほぼ消えた。こうしてメガラニカはふたたび未発見に戻ったが、さらに高緯度にメガラニカが存在すると考える人は多かった。
クックはイギリス王立協会からメガラニカの発見を依頼され、1772年 - 1775年にレゾリューション号とアドヴェンチャー号で第2次航海をおこなった。クックは南半球中高緯度を周遊し、1773年には南極圏にまで到達した。南ジョージア島、南サンドウィッチ諸島、クック諸島、ニューカレドニア島、ニウエ島など多数の島を発見し、巨大な氷山を見たものの、大陸は見つからなかった。
こうしてメガラニカの存在は完全に否定された。ただしその後もニューオランダはテラ・アウストラリスと呼ばれ続け、さらに変化したオーストラリアという呼び名がマシュー・フリンダースにより広められた。
まだ高緯度にはいくらか未探検の領域が広がっていたが、すでに地図の空白を空想で埋める時代ではなく、メガラニカが描かれることはなくなった。1820年ごろにはついに南極大陸が発見されたが、かつて想像されたメガラニカよりはるかに小さな大陸であり、別物と考えられた。

## 地図

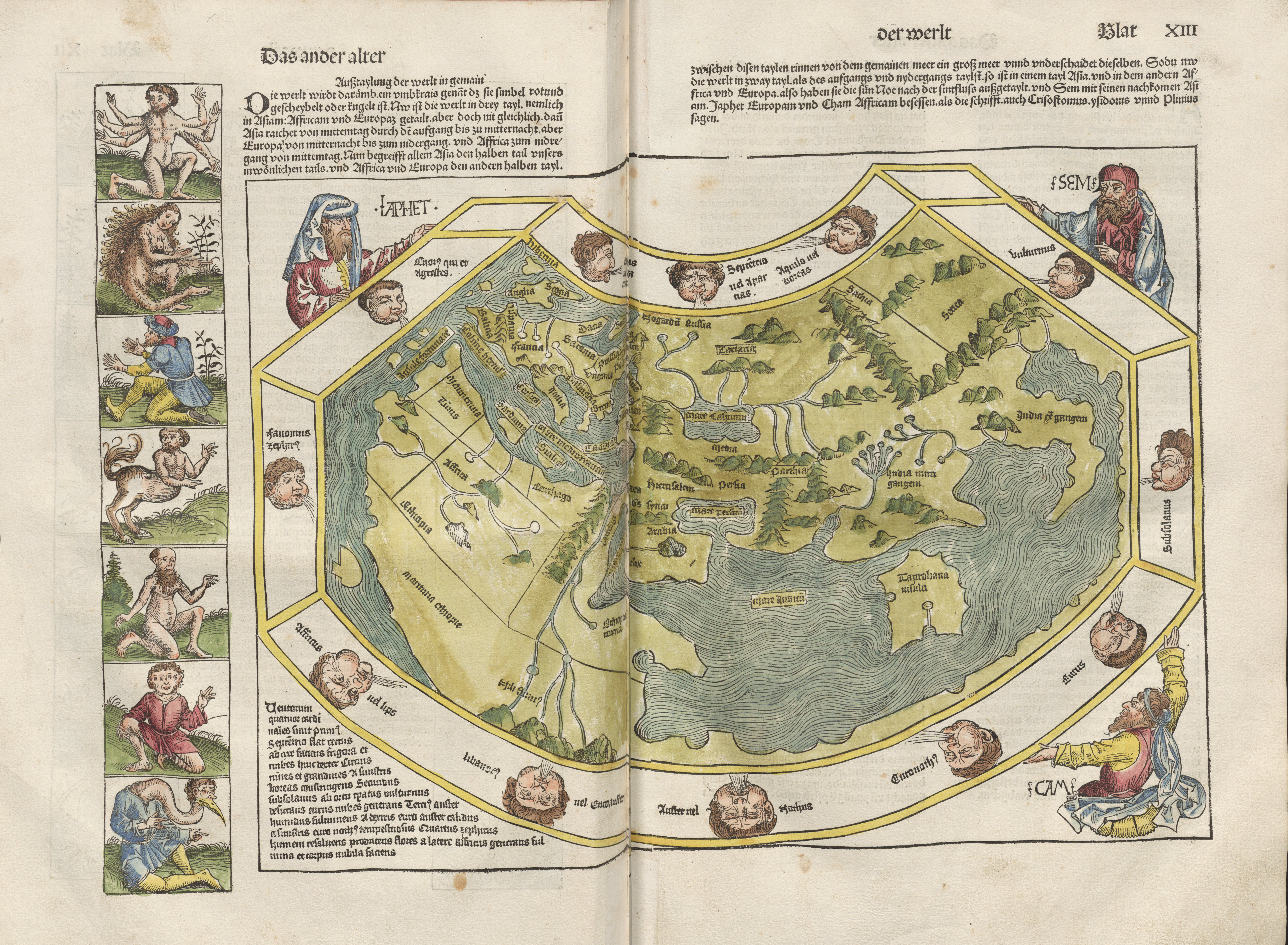
1497年の世界地図。インド洋南方が陸地となっている。
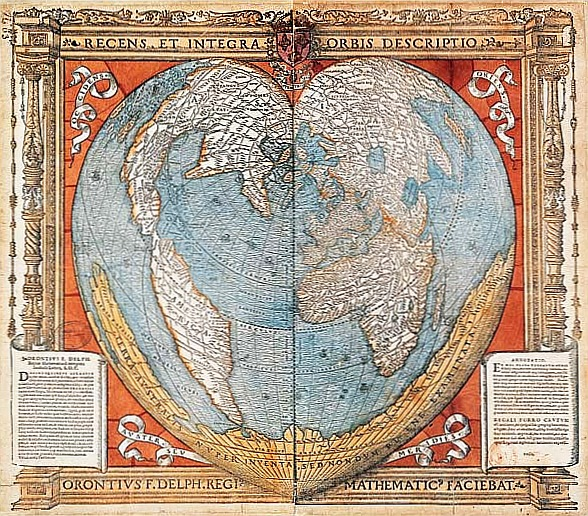
1536年の世界地図。テラ・アウストラリス（フエゴ島）が「発見」された。
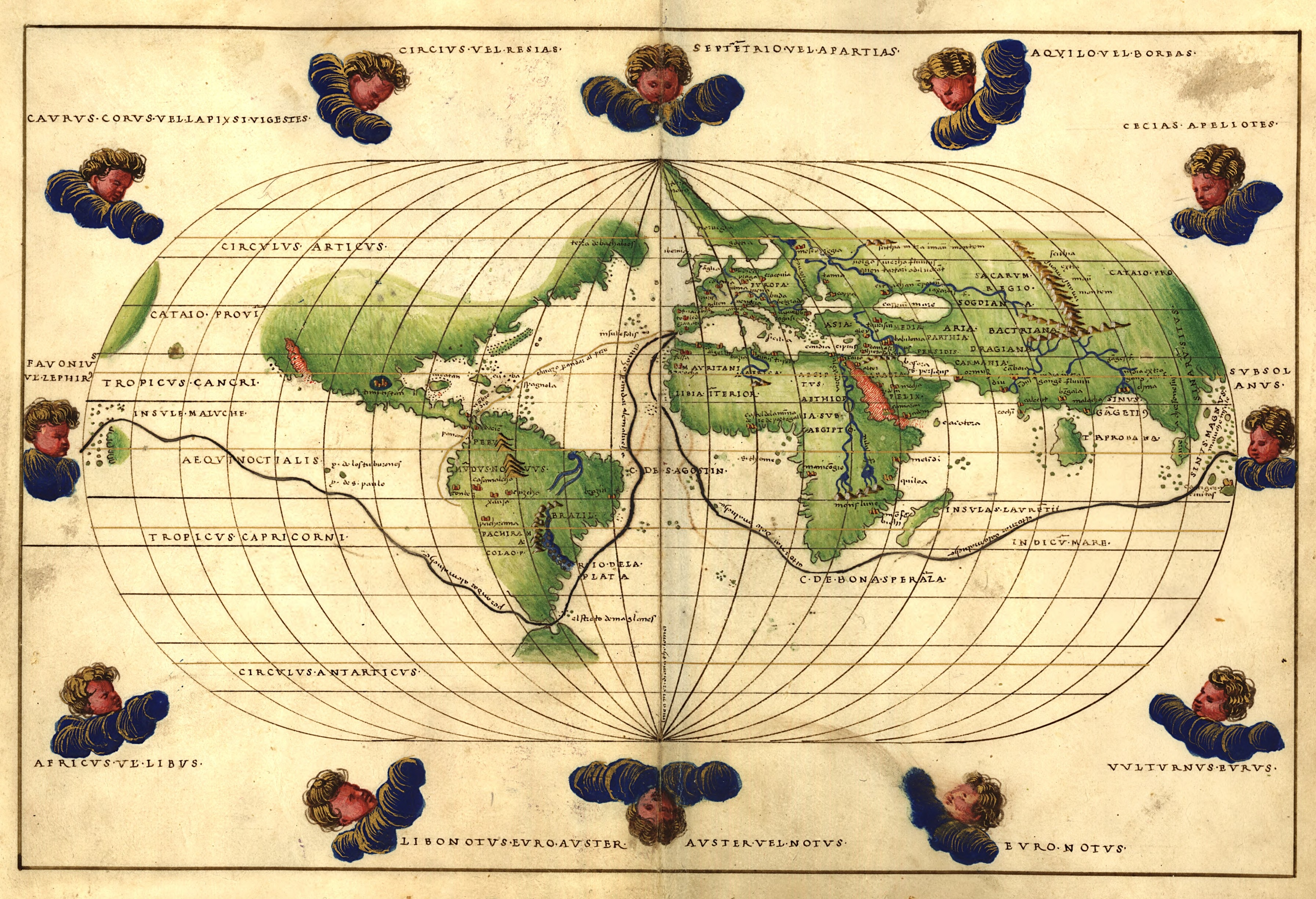
1544年の世界地図。南米の南方にあるのがメガラニカの一部。
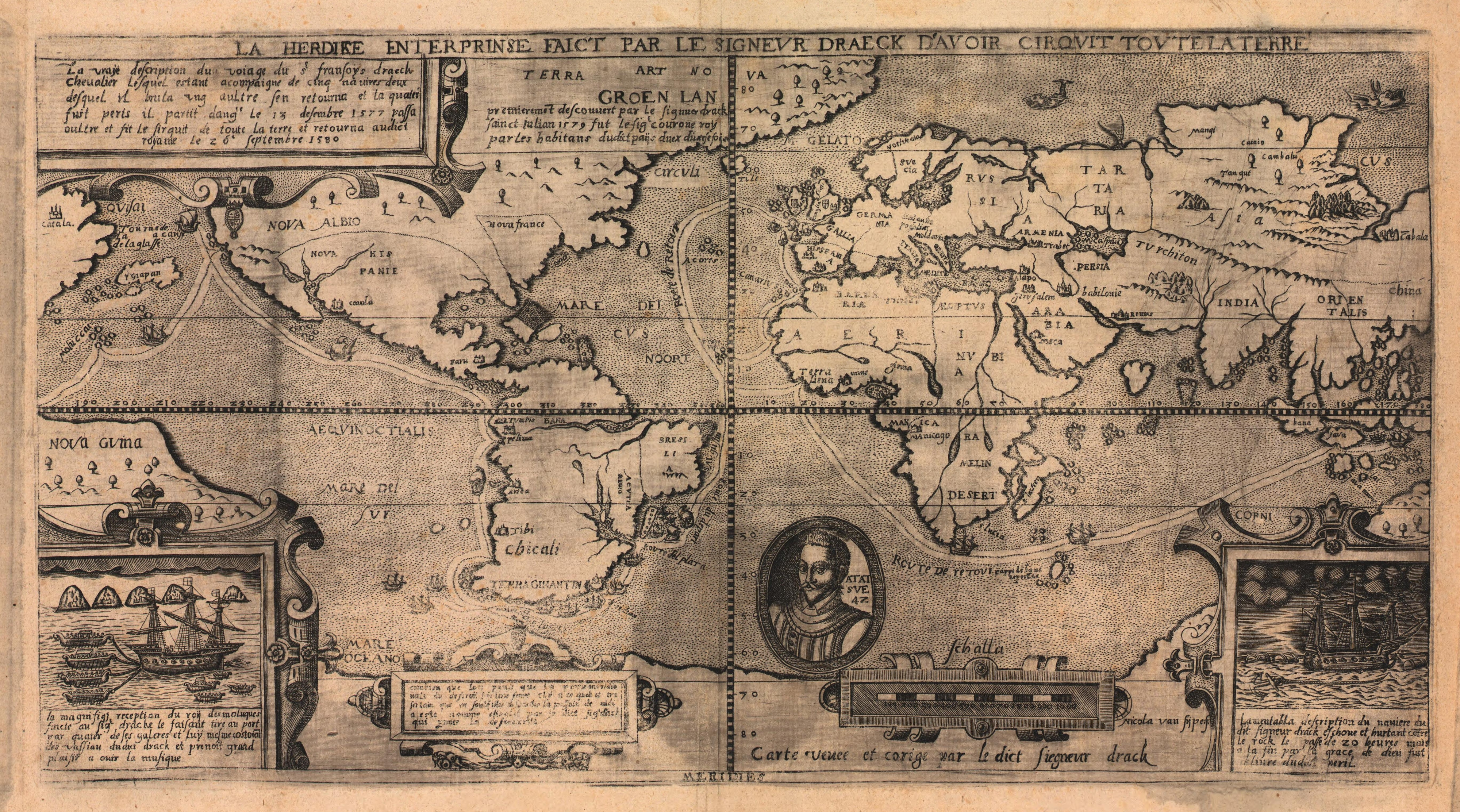
1583年の世界地図
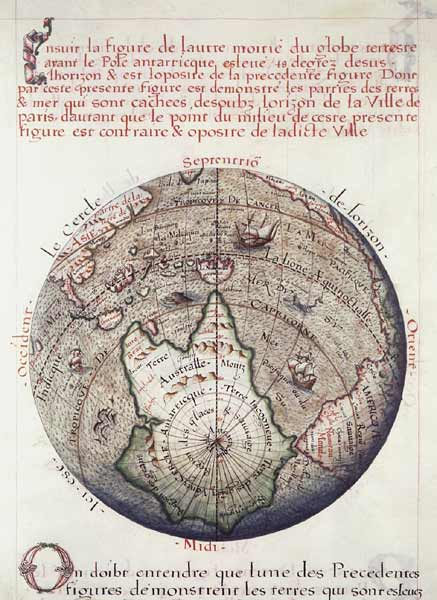
1583年のテラ・アウストラリス地図。右は南米、左上は東南アジア。
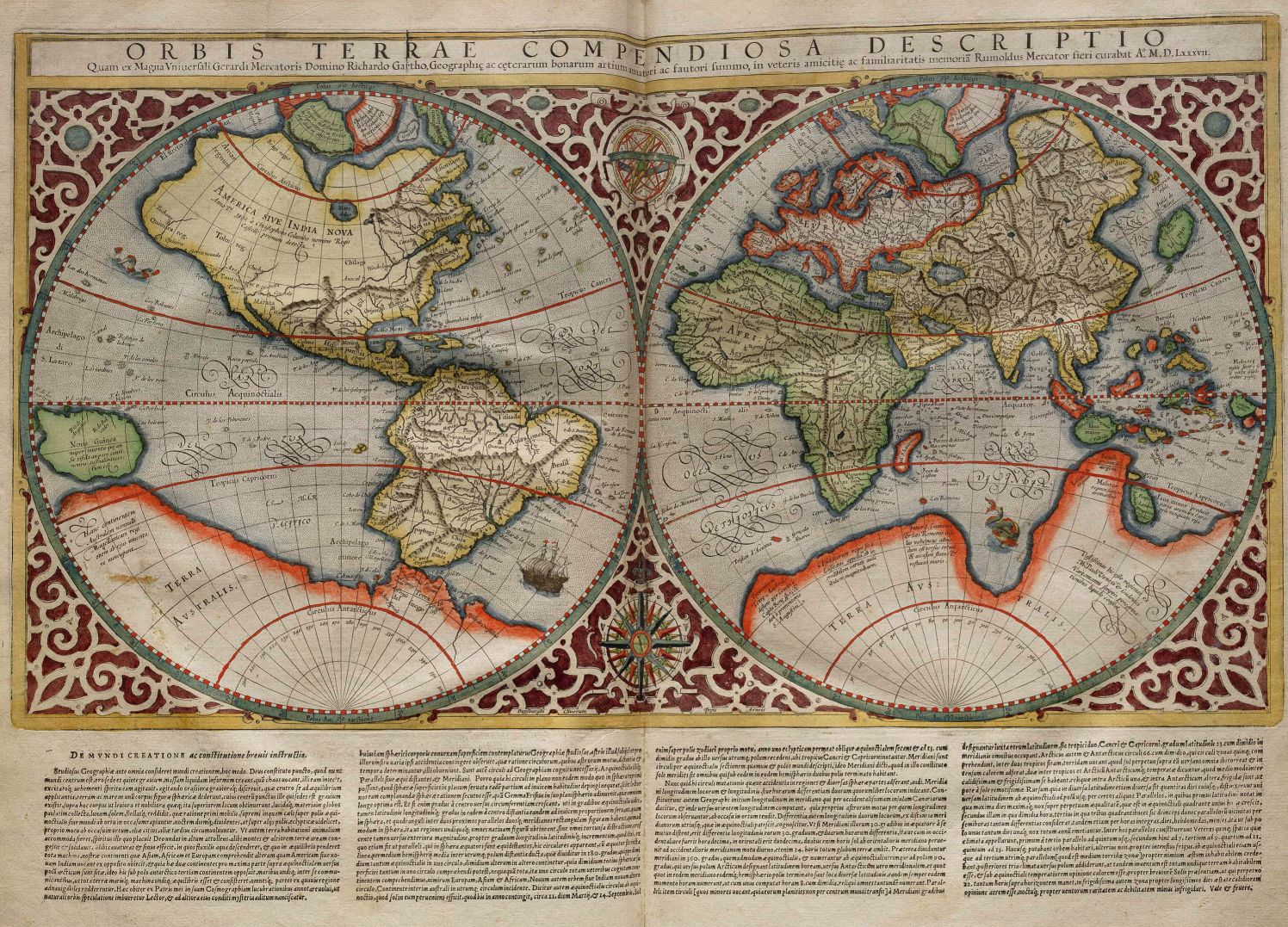
1587年の世界地図（メルカトル作成）
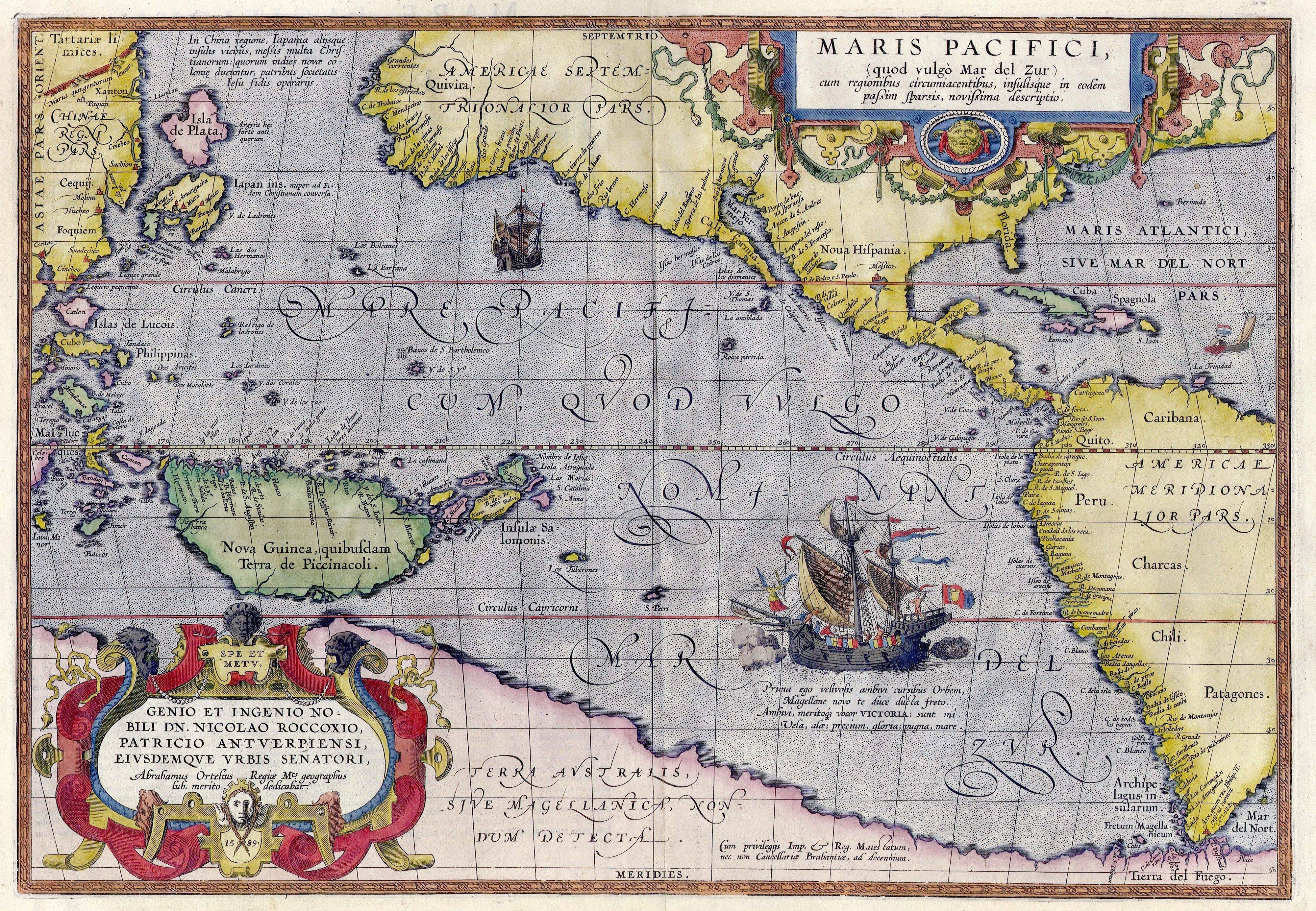
1589年の太平洋の地図
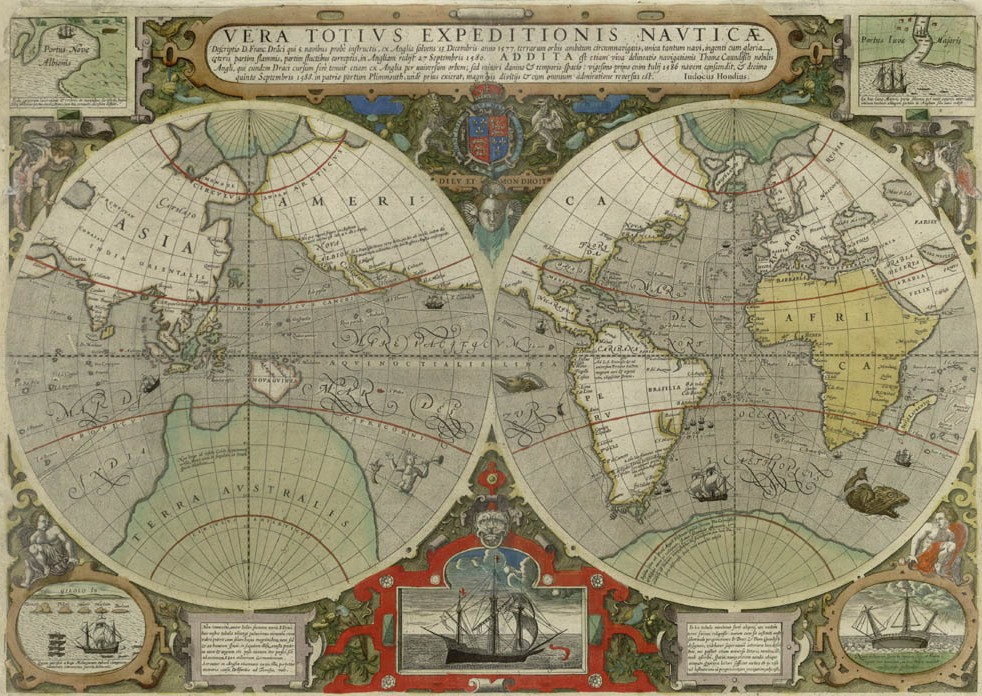
1595年の世界地図
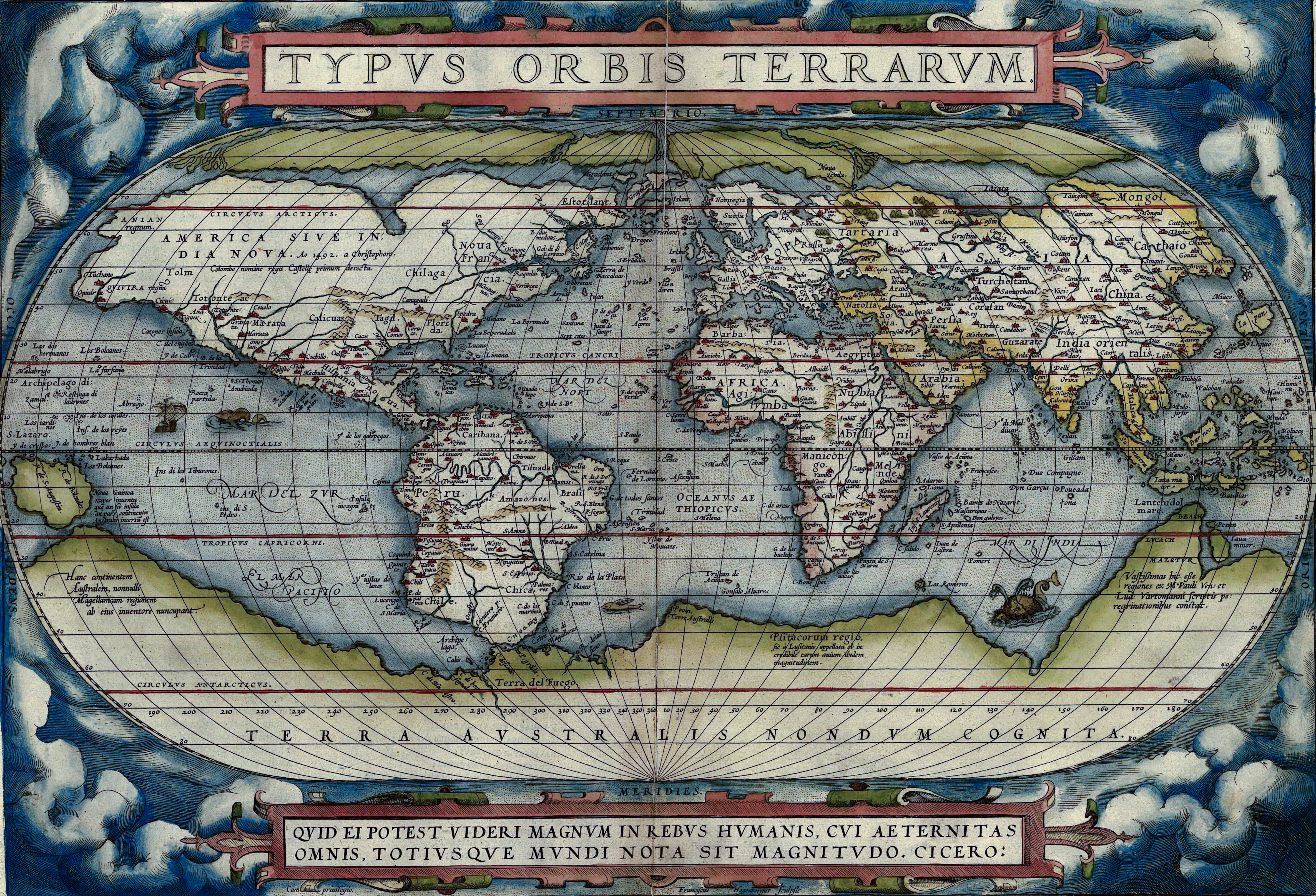
1598年の世界地図
1600年の世界地図（中国、マテオ・リッチの坤輿万国全図）
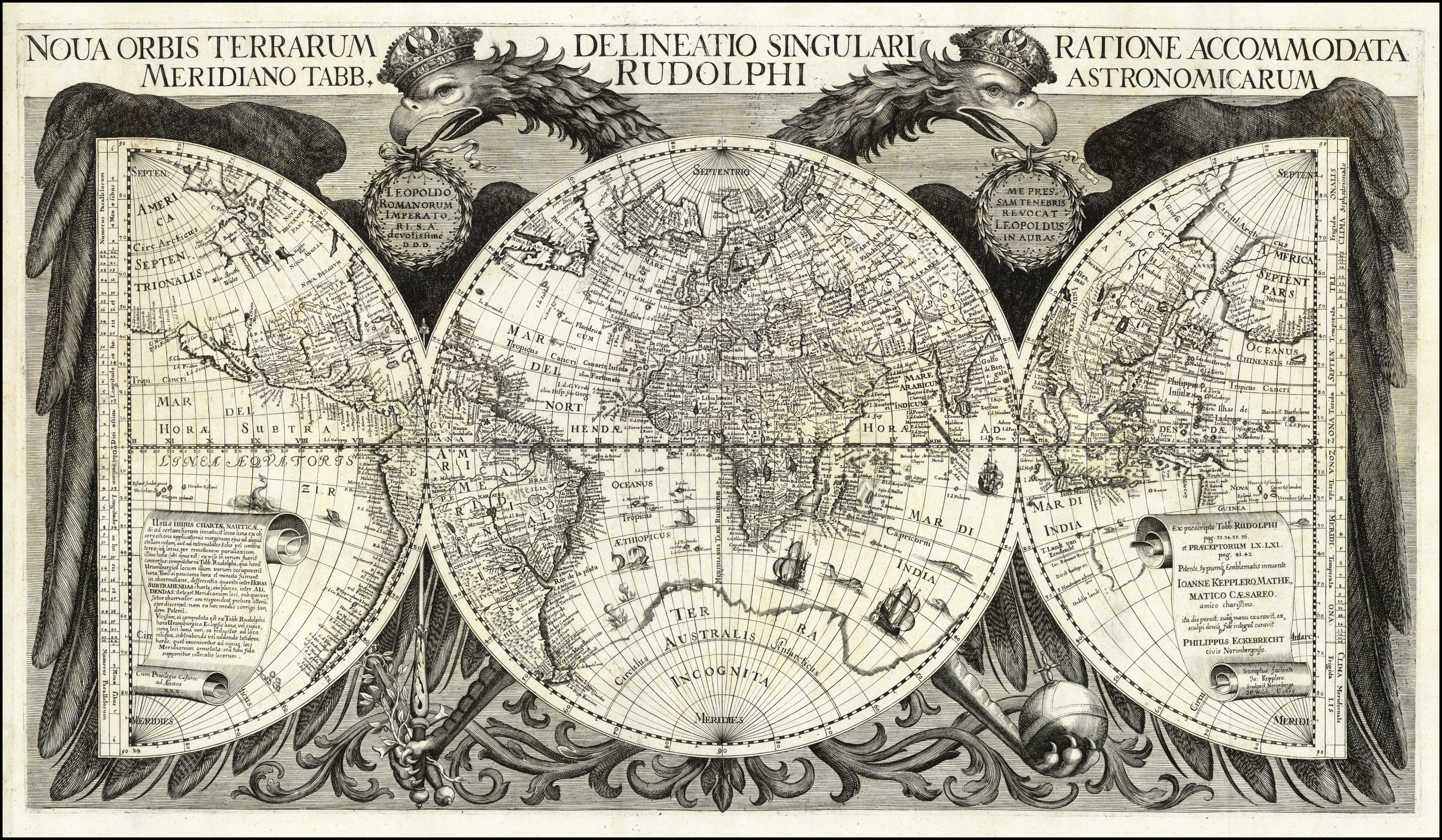
1627年の世界地図（ケプラー作成）
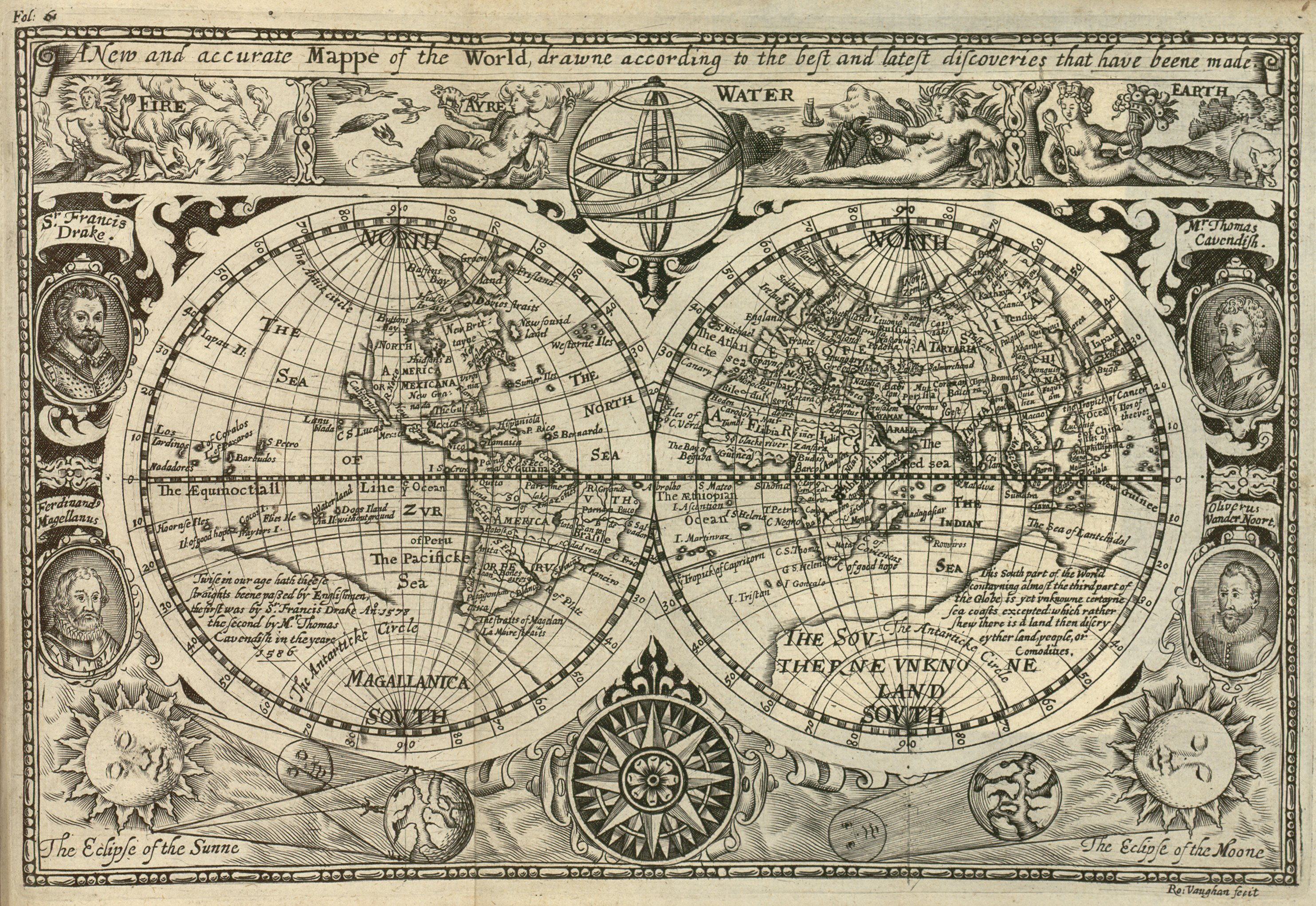
1628年の世界地図。新たに発見されたオーストラリアがメガラニカと繋がった。
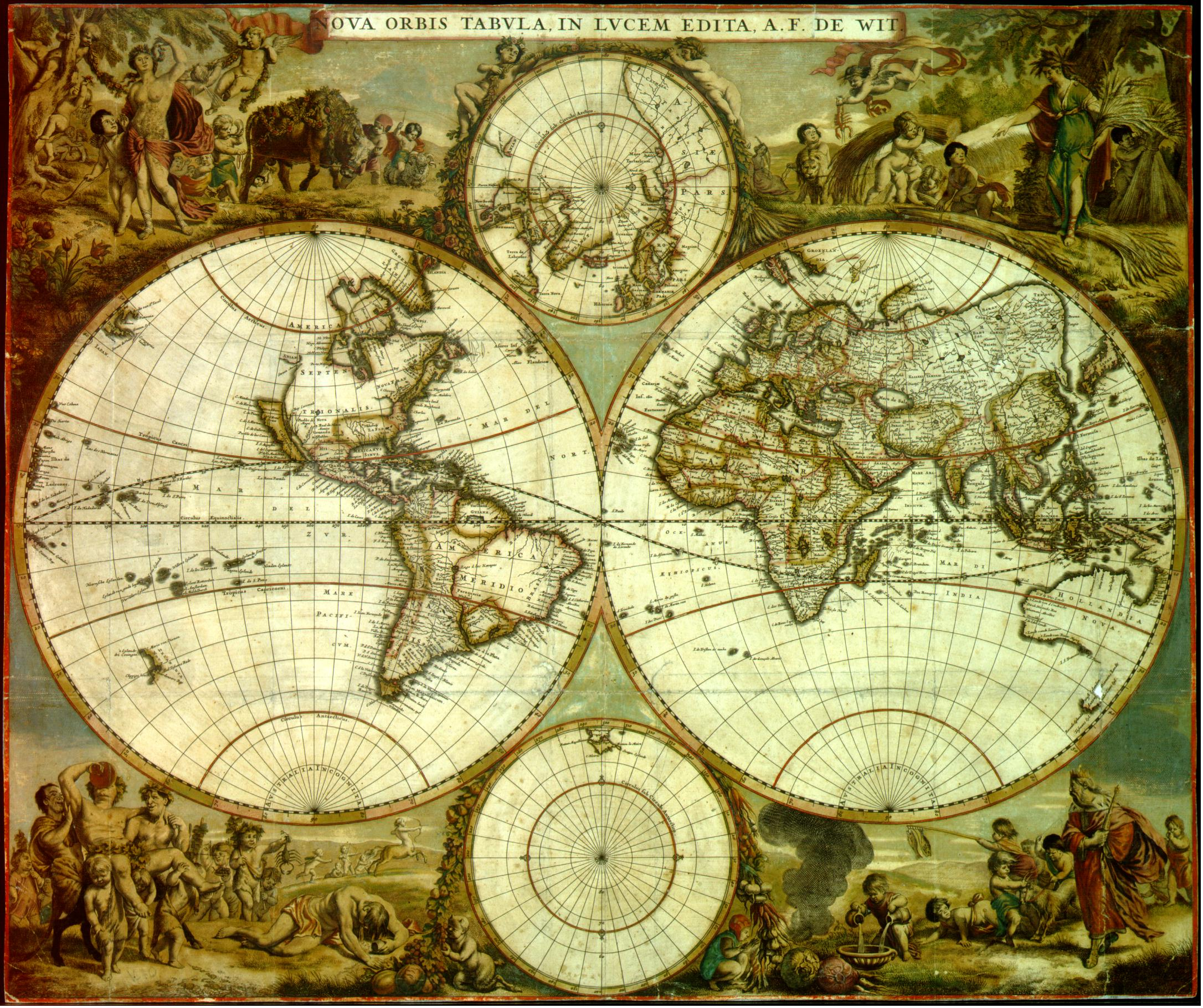
1662年の世界地図。メガラニカは描かれていない。
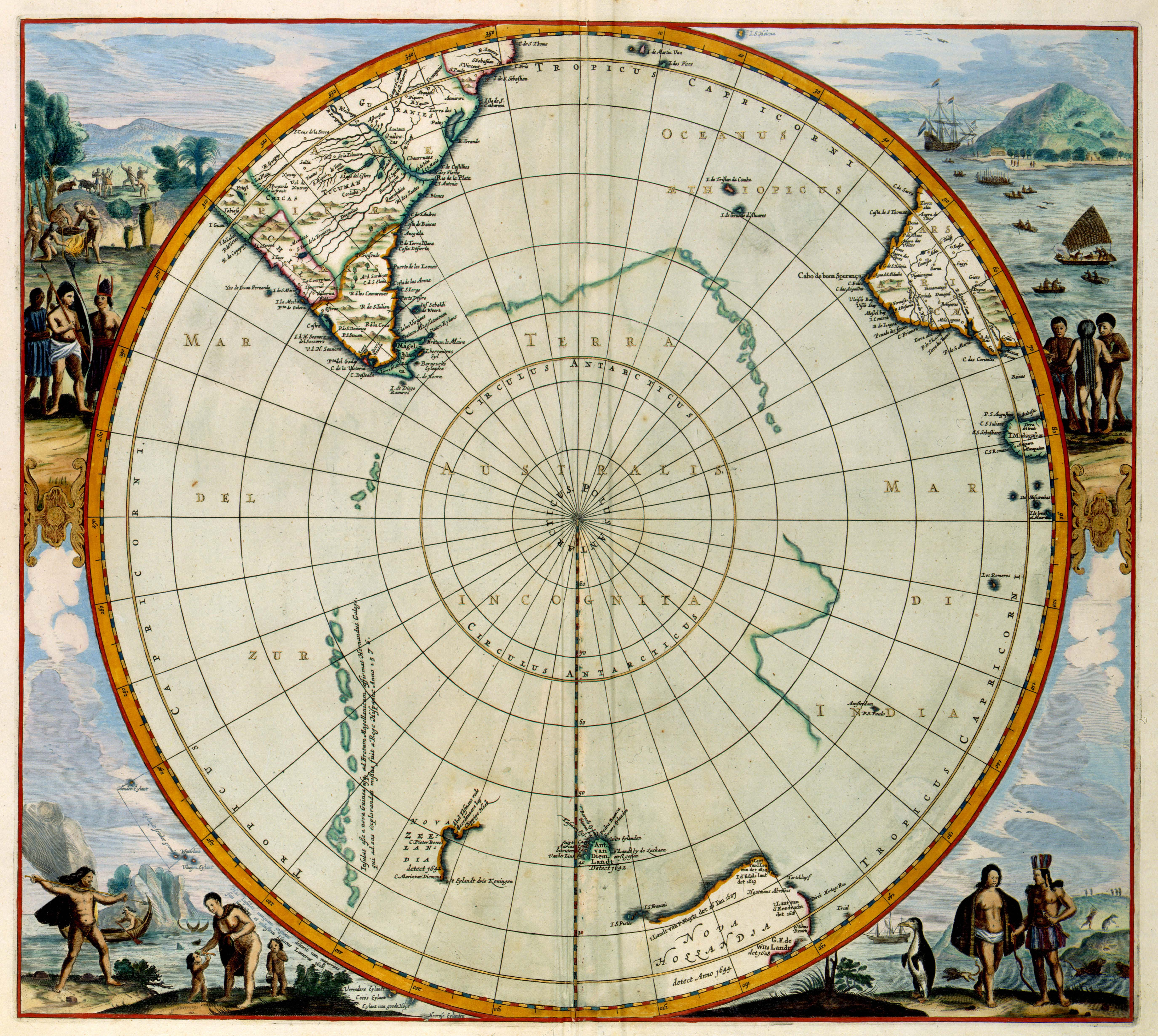
1700年の南極地図。テラ・アウストラリス・インコグニタのうち想像上の部分は細線で描かれている。
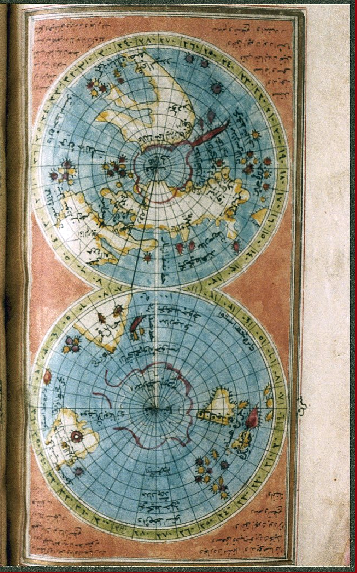
1756年の世界地図（トルコ）
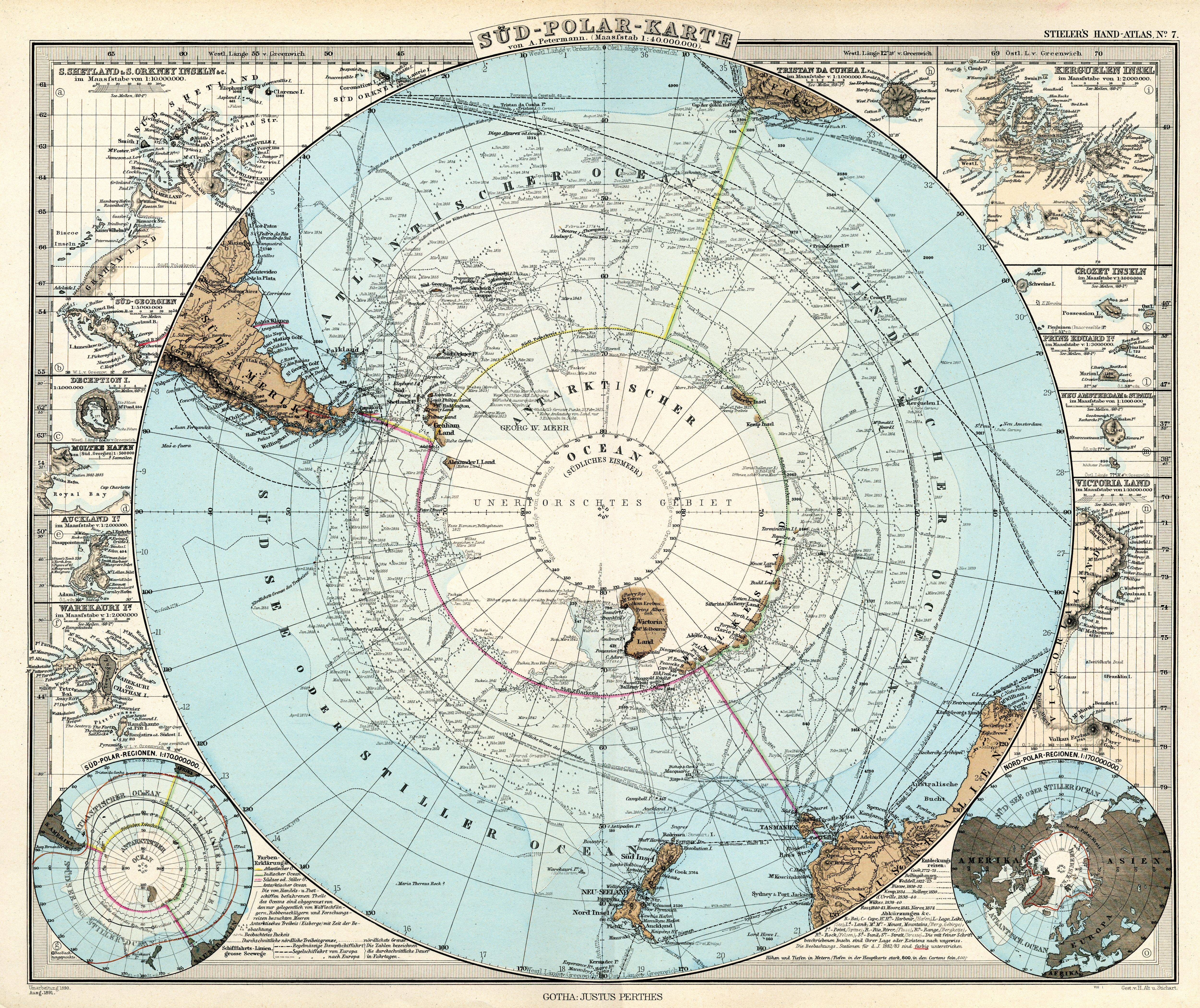
1891年の南極地図。南極大陸が発見された。